# Козинец, Пётр Дмитриевич
Пётр Дмитриевич Козинец (1910-1944) — сержант Рабоче-крестьянской Красной Армии, участник Великой Отечественной войны, Герой Советского Союза (1945).

## Биография
Пётр Козинец родился 2 (по новому стилю — 15) августа 1910 года в селе Спасское (ныне — Новомосковский район Днепропетровской области Украины). После окончания начальной школы был сначала активистом в колхозе, затем сельским корреспондентом. В сентябре 1943 года Козинец был призван на службу в Рабоче-крестьянскую Красную Армию и направлен на фронт Великой Отечественной войны. Участвовал в освобождении Украинской ССР, Румынии и Венгрии. К ноябрю 1944 года сержант Пётр Козинец командовал орудием 125-го стрелкового полка 6-й стрелковой дивизии 53-й армии 2-го Украинского фронта. Отличился во время освобождения Венгрии.
7 ноября 1944 года во время форсирования Тисы к востоку от Будапешта Козинец, выкатив своё орудие на открытую позицию, уничтожил 3 пулемётные точки и 1 артиллерийское орудие противника, а затем, соорудив плот, переправился через реку и уничтожил ещё 2 пулемёта. 11 ноября у железнодорожной станции Тарнасентмиклош Козинец огнём своего орудия уничтожил бронетранспортёр и несколько десятков вражеских солдат и офицеров. В том бою он погиб. Похоронен в Тарнасентмиклоше.
Указом Президиума Верховного Совета СССР от 24 марта 1945 года за «мужество, отвагу и героизм, проявленные в борьбе с немецкими захватчиками», сержант Пётр Козинец посмертно был удостоен высокого звания Героя Советского Союза. Также был награждён орденами Ленина и Отечественной войны 2-й степени, медалью.
В честь Козинца названа улица в Спасском. Его орудие находится в Военно-историческом музее артиллерии, инженерных войск и войск связи в Санкт-Петербурге.